# フラッド (プロデューサー)
マーク・エリス（Mark Ellis, 1960年8月16日 - ）は、イギリス・ロンドン生まれの音楽プロデューサー、レコーディング・エンジニア。フラッドの活動名で知られる。U2、ニュー・オーダー、デペッシュ・モード、イレイジャー、ナイン・インチ・ネイルズ、スマッシング・パンプキンズ、PJ ハーヴェイ、シガー・ロス、ザ・キラーズといった様々な有名ミュージシャンの作品を手がけた。

## 来歴
10代の頃にSeven Hertzというバンドを組み、バンドのボーカリストとして活動する。同時にその頃からロンドンのモーガン・スタジオやバッテリー・スタジオといったレコーディングスタジオのアシスタントとして働き始める。またマーカス・スタジオやトライデント・スタジオの研修生としてレコーディング技術を習得した。
ハウス・エンジニア（スタジオ専属レコーディングエンジニア）に昇格したフラッドは、1981年にニュー・オーダーのデビューアルバム『ムーブメント』、翌1982年にはミニストリーのデビューアルバム『ウィズ・シンパシー』のエンジニアリングを担当。その後Some Bizarre Recordsと提携し、レーベル所属のアーティスト（キャバレー・ヴォルテールやサイキックTVなど）の作品のプロデュースを行うようになっていった。
Some Bizarre Recordsの次にフラッドはミュート・レコード所属のニック・ケイヴ・アンド・ザ・バッド・シーズやデペッシュ・モード、イレイジャーなどのアーティストの作品を手がけるようになる。
1987年、エンジニアとして参加したU2の『ヨシュア・トゥリー』が世界的な大ヒットとなり、フラッドは初めての商業的成功を手に入れ、その名を知られるようになる。ナイン・インチ・ネイルズのデビューアルバム『プリティ・ヘイト・マシーン』（1989年）、『ザ・ダウンワード・スパイラル』（1994年）、デペッシュ・モードの最大のヒット作『ヴァイオレーター』（1990年）、『ソングス・オブ・フェイス・アンド・デヴォーション』（1993年）、U2の『アクトン・ベイビー』（1991年）、『ZOOROPA』（1993年）、『POP』（1997年）、スマッシング・パンプキンズの『メロンコリーそして終りのない悲しみ』（1995年）、『アドア』（1997年）、『マシーナ/ザ・マシーンズ・オブ・ゴッド』（2000年）といったイギリス、アメリカ双方のオルタナティヴ系アーティストのヒット作に多く携わり、人気プロデューサーとしてミュージシャンからの厚い支持と信頼を得ている。